# Século XV
O século XV foi o século do calendário juliano que decorreu de 1 de janeiro de 1401 até 31 de dezembro de 1500.
Na Europa, o século XV foi visto como a ponte entre o final da Idade Média e o início do Renascimento e da Idade Moderna. Muitos desenvolvimentos tecnológicos, sociais e culturais levou a Grande Divergência que levou algumas nações europeias dominassem o mundo nos séculos vindouros. Em termos religiosos, o papado romano foi dividido em dois durante várias décadas (Grande Cisma do Ocidente), uma crise que só terminou com o Concílio de Constança. A divisão da Igreja Católica e o surgimento do movimento hussita são factores que mais tarde levariam à Reforma Protestante no século seguinte.
Constantinopla, a atual Istambul, então capital do Império Bizantino, é conquistada pelos muçulmanos otomanos, marcando o fim do influente Império Bizantino, um evento que a maior parte dos historiadores marcam como o final da Idade Média e o começo da Idade Moderna. Este evento forçou as potencias comerciais europeias a procurar uma nova rota comercial para o Extremo Oriente, o que deu mais ímpeto ao que já começava a surgir como a Era dos Descobrimentos, que levaria ao descobrimento e mapeamento de todo o globo pelas potências europeias. Explorações realizadas pelos portugueses e pelos espanhóis levou à descoberta do continente americano e de uma rota, através do Cabo da Boa Esperança, até à Índia, isto na última década do século. Estas duas descobertas levaram aos impérios coloniais portugueses e espanhóis.
A queda de Constantinopla levou à migração de intelectuais gregos e muitos textos para Itália, enquanto Johannes Gutenberg inventava um mecanismo de cópia de textos, o que levou à prensa móvel. Estes dois eventos desempenharam importantes catalisadores para o desenvolvimento do Renascimento.
Na Península Ibérica, a reconquista levou à queda do Reino Nacérida em 1492, terminando assim uma ocupação muçulmana na península que já durava há séculos.
A Guerra dos Cem Anos terminou com uma vitória decisiva dos franceses contra a Inglaterra. Problemas financeiros na Inglaterra depois desta conflito resultaram na Guerra das Duas Rosas, uma série de conflitos dinásticos pelo trono de Inglaterra. Os conflitos terminaram com a derrota de Ricardo III da Inglaterra por Henrique VII na Batalha de Basworth Field, estabelecendo a dinastia Tudor no poder.
Na Ásia, o Império Timúrida entrou em colapso e a dinastia Lodi (de origem afegã) foi fundada sob o Sultanato de Déli. A China, sob o Imperador Yongle, que mandou construir a Cidade Proibida e mandou o navegador Zheng He explorar o mundo além-mar, o território da Dinastia Ming alcançou a sua extensão máxima. 
Em África a expansão do Islamismo leva à destruição dos reinos cristãos da Núbia, sendo que no final do século apenas restava Alódia (que também colapsaria em 1504). O vasto Império do Mali estava à beira do colapso, sob pressão do emergente Império Songai.
No continente americano, tanto o Império Inca como o Império Asteca alcançaram o seu pico de influência e desenvolvimento.

## Invenções, descobertas e introduções
- O Renascimento surge, influenciando a filosofia, a ciência e a arte.
- A Era dos Descobrimentos começa
- A língua inglesa moderna surge a partir do inglês médio.
- Bancos públicos
- Enciclopédia Yongle
- Alfabeto Hangul na Coreia
- Whisky escocês
- Hospitais psiquiátricos
- Desenvolvimento da prensa móvel na Europa, dando início às impressões em série, por Johannes Gutenberg
- Perspectiva linear aperfeiçoada por Filippo Brunelleschi
- Invenção do cravo, instrumento musical
- Descoberta do continente americano por Cristóvão Colombo, em 1492
- Descoberta do caminho marítimo para a Índia por Vasco da Gama, em 1498

## Anos
1401 | 1402 | 1403 | 1404 | 1405 | 1406 | 1407 | 1408 | 1409 | 1410
1411 | 1412 | 1413 | 1414 | 1415 | 1416 | 1417 | 1418 | 1419 | 1420
1421 | 1422 | 1423 | 1424 | 1425 | 1426 | 1427 | 1428 | 1429 | 1430
1431 | 1432 | 1433 | 1434 | 1435 | 1436 | 1437 | 1438 | 1439 | 1440
1441 | 1442 | 1443 | 1444 | 1445 | 1446 | 1447 | 1448 | 1449 | 1450
1451 | 1452 | 1453 | 1454 | 1455 | 1456 | 1457 | 1458 | 1459 | 1460
1461 | 1462 | 1463 | 1464 | 1465 | 1466 | 1467 | 1468 | 1469 | 1470
1471 | 1472 | 1473 | 1474 | 1475 | 1476 | 1477 | 1478 | 1479 | 1480
1481 | 1482 | 1483 | 1484 | 1485 | 1486 | 1487 | 1488 | 1489 | 1490
1491 | 1492 | 1493 | 1494 | 1495 | 1496 | 1497 | 1498 | 1499 | 1500